# Little Rhymes
„Little Rhymes“ je píseň americké alternativní rockové skupiny Mercury Rev. Jejími autory jsou Jonathan Donahue, Sean Thomas „Grasshopper“ Mackowiak a Jeff Mercel. Vyšla v srpnu roku 2001 na pátém albu skupiny nazvaném All Is Dream. V roce 2002 vyšla jako singl, který dále obsahoval alternativní verzi písně „Chains“ a coververzi písně „I Keep a Close Watch“ od velšského hudebníka Johna Calea. Jiná verze singlu obsahovalo namísto těchto dvou písní skladby „Observatory Crest“ a „Streets of Laredo“.